# 上海市晋元高级中学
上海市晋元高级中学，建立于清光绪三十年（1904年），位于上海市普陀区新村路2169号。學校設有西藏班。

## 沿革
前身为创建于1904年的华童公学（Chinese School），是上海公共租界工部局在上海开设的第一所招收华人子弟的学校，校址最初位于克能海路，1930年迁至前汉璧礼西童学校原址（今中州路），1937年在淞沪会战中被毁，1938年租赁马白路（今新会路）25号办学，1943年易名为模范中学。1945年为纪念四行倉庫保衛戰将领谢晋元而更名为晋元中学，1956年更名陕北中学，1958年迁至东新路341号，1984年复名为晋元中学，1997年暂迁至曹杨路805号过渡，1999年初高中脱钩，高中部迁至万里城新址，更名为晋元高级中学，初中部划至新源中学（后并入华东师范大学第四附属中学）。
上海市晋元高级中学是上海市实验性示范性高中。校训是励学敦行，承志报国。2005年10月23日，晋元高级中学举行建校100周年庆祝大会，市委副书记殷一璀，副市长严隽琪、胡延照、市政协副主席王荣华等出席。

## 著名校友
- 邓散木，书法家、篆刻家
- 顾乾麟，香港怡和有限公司董事顾问、上海市政协委员
- 张承宗，原上海市副市长
- 唐弢，作家
- 蒋锡夔，化学家、中科院院士
- 丁关根，中共中央宣传部部长
- 吴继琮，新华医院教授
- 何友声，中国流体力学与船舶制造技术专家，中国工程院院士
- 方纫秋，中国足坛名宿
- 翁史烈，中国热机专家，中国工程院院士
- 徐正泰，上海农学院教授
- 项海帆，中国桥梁工程专家，中国工程院院士
- 余秋雨，作家
- 胡正昌，上海市人大常委会副主任
- 林民及，原上海田径队总教练[6]